# 南瀬谷
南瀬谷（みなみせや）は、神奈川県横浜市瀬谷区の地名。現行行政地名は南瀬谷一丁目及び南瀬谷二丁目。住居表示未実施区域
。

## 地理
瀬谷区の南部にあり、最南部の日向山には泉区が隣接している。
町域の北側は住宅地が広がっており、南側に行くにつれて芝畑などのどかな風景が見られるようになっている。

### 地価
住宅地の地価は、2025年（令和7年）1月1日の公示地価によれば、南瀬谷一丁目17番7の地点で16万9000円/m²、南瀬谷二丁目18番7の地点で14万6000円/m²となっている。

## 歴史

### 沿革
- 1979年（昭和54年）8月20日 - 町界町名地番整理事業の施行に伴い、瀬谷町の一部を分離し、南瀬谷一丁目と南瀬谷二丁目を新設[8][9]。

### 地名の由来
町名は地元の要望により、瀬谷の南部に位置することから「南瀬谷」と名付けた。

## 世帯数と人口
2025年（令和7年）6月30日現在（横浜市発表）の世帯数と人口は以下の通りである。
| 丁目         | 世帯数    | 人口    |
| ------------ | --------- | ------- |
| 南瀬谷一丁目 | 1,120世帯 | 2,377人 |
| 南瀬谷二丁目 | 285世帯   | 600人   |
| 計           | 1,405世帯 | 2,977人 |

### 人口の変遷
国勢調査による人口の推移。
| 年                 | 人口  |
| ------------------ | ----- |
| 1995年（平成7年）  | 3,353 |
| 2000年（平成12年） | 3,284 |
| 2005年（平成17年） | 3,189 |
| 2010年（平成22年） | 3,179 |
| 2015年（平成27年） | 3,087 |
| 2020年（令和2年）  | 3,021 |

### 世帯数の変遷
国勢調査による世帯数の推移。
| 年                 | 世帯数 |
| ------------------ | ------ |
| 1995年（平成7年）  | 1,068  |
| 2000年（平成12年） | 1,131  |
| 2005年（平成17年） | 1,175  |
| 2010年（平成22年） | 1,186  |
| 2015年（平成27年） | 1,220  |
| 2020年（令和2年）  | 1,239  |

## 学区
市立小・中学校に通う場合、学区は以下の通りとなる（2024年11月時点）。
| 丁目         | 番地       | 小学校                   | 中学校               |
| ------------ | ---------- | ------------------------ | -------------------- |
| 南瀬谷一丁目 | 1〜47番地  | 横浜市立南瀬谷小学校     | 横浜市立南瀬谷中学校 |
| 南瀬谷一丁目 | 48〜91番地 | 横浜市立瀬谷さくら小学校 | 横浜市立南瀬谷中学校 |
| 南瀬谷二丁目 | 全域       | 横浜市立瀬谷さくら小学校 | 横浜市立南瀬谷中学校 |

## 事業所
2021年（令和3年）現在の経済センサス調査による事業所数と従業員数は以下の通りである。
| 丁目         | 事業所数 | 従業員数 |
| ------------ | -------- | -------- |
| 南瀬谷一丁目 | 60事業所 | 310人    |
| 南瀬谷二丁目 | 31事業所 | 248人    |
| 計           | 91事業所 | 558人    |

### 事業者数の変遷
経済センサスによる事業所数の推移。
| 年                 | 事業者数 |
| ------------------ | -------- |
| 2016年（平成28年） | 88       |
| 2021年（令和3年）  | 91       |

### 従業員数の変遷
経済センサスによる従業員数の推移。
| 年                 | 従業員数 |
| ------------------ | -------- |
| 2016年（平成28年） | 465      |
| 2021年（令和3年）  | 558      |

## 交通

### 鉄道
町域内には、鉄道駅は無いが地区には相模鉄道三ツ境駅と瀬谷駅、相鉄いずみ野線いずみ野駅や横浜市営地下鉄ブルーライン立場駅 行きのバスが利用できる。

また、小田急江ノ島線桜ヶ丘駅も近接しておりそちらも利用可能である。

また、地区の南側（日向山地区）を東海道新幹線が通過する。

### 道路
- 横浜市道18号環状4号線
- 横浜市道鴨居上飯田線

## 施設
- 横浜市立南瀬谷小学校
  - 南瀬谷小学校コミュニティースクール
- 神奈川県立横浜ひなたやま支援学校
- ファミリーマート白井南瀬谷店
- ローソンストア100南瀬谷一丁目
- 横浜南瀬谷一郵便局
- 横浜日向山郵便局
- ひなた山商店街

## その他
- 横浜市の公立中学校で初めてのラグビー部が誕生した地でもある。（南瀬谷中学校）
- 瀬谷区内では唯一隣接区からの生徒が通学する地区である。
- 環状4号ラーメン激戦区のエリアであり、環状4号沿いに多くのラーメン屋が点在する。

### 日本郵便
- 郵便番号 : 246-0034[3]（集配局：瀬谷郵便局[19]）。

### 警察
町内の警察の管轄区域は以下の通りである。
| 町丁         | 番地等 | 警察署     | 交番・駐在所 |
| ------------ | ------ | ---------- | ------------ |
| 南瀬谷一丁目 | 全域   | 瀬谷警察署 | 南台交番     |
| 南瀬谷二丁目 | 全域   | 瀬谷警察署 | 南台交番     |